# Knez
 Ovo je glavno značenje pojma Knez. Za druga značenja pogledajte Knez (razdvojba).
Knez ili kneginja (starosl. кънѩѕь) naslov je koji se davao pripadnicima plemstva, a u raznim je povijesnim razdobljima i u raznim krajevima imao različito značenje. Knez je danas često prezime u Hrvatskoj, Srbiji, Crnoj Gori i Sloveniji.

## Srednji vijek
Izvorno je ovaj izraz označavao plemenskog ili seosokog poglavara među Slavenima, a kasnije, razvojem feudalnog društva, označavat će i monarha. Među istočnim Slavenima ovaj se naslov mogao izjednačiti s naslovom kralja (lat. rex), dok je kod južnih Slavena označavao vladara koji je bio u ovisnosti od nekoga kralja. U latinskim natpisima i poveljama ovi knezovi obično nose naslov dux, što odgovara vojvodi. Ponekad im je pridavan i naslov princeps, koji zapravo označuje kraljevića, a to daje naslutiti da južnoslavenski „knez“ nije bio doživljavan na isti način kao germanski ili romanski dux, niti kao romanski princeps. Knez se ponekad poistovjećuje i s germanskim „Fürst“, no ni to ne odgovara u svemu stvarnom stanju, jer je Fürst bio ispoda vojvode, dok je knez često iznad.
Kod istočnih Slavena razvila su se kneževstva kao neovisne države, kao što je Kijevska Rusija, koja će isprva biti kneževstvo, a rastom središnje moći u zemlji, postat će i Veliko kneževstvo. Raspadanjem te zemlje u 13. stoljeću nastat će opet niz kneževstava.

## Kasnija uporaba
U Rusiji se ovaj naslov od 18. stoljeća pridaje sinovima i unucima cara u izravnoj muškoj liniji, pa zapravo označava kraljevića, a car tada počinje dodjeljivati ovaj nasljedni naslov zaslužnim osobama. Isti su naslov imali pravo rabiti nasljednici dviju kneževskih obitelji koje su se stopile s carskom Rusijom, kao i raznovrsno gruzijsko i tatarsko plemstvo.
U 19. stoljeću isti naslov rabili su poluovisni vladari Srbije (кнез), Crne Gore (књаз) i Bugarske (княз), koji će uzeti naslov kralja po stjecanju potpune neovisnosti.

## Hrvatska

### Srednjovjekovne kneževine
Na području Hrvatske, srednjovjekovni vladari Panonske Hrvatske i Primorske Hrvatske obično se nazivaju knezovima, dok im se kao latinski naziv najčešće pridaje dux. Ovi hrvatski vladari označavali su se kao duces Croatorum ili duces Sclavorum. Taj je naslov nosio već Trpimir, te se nazivao Trpimirus, dux Croatorum ili dux Croatorum iuvatus munere divino. U hrvatskoj se historiografiji taj naslov obično prevodi kao knez, a ovi naslovi prevedeni glase: „Trpimir, knez Hrvata“ i „knez Hrvata božanskom pomoću“. Trpimirov primjer slijedio je i Branimir. Ipak, papa Ivan VIII. u svojim pismima Branimiru pridaje naslov princeps. Muncimir je koristio kako naslov dux (divino munere Croatorum dux), tako i naslov princeps (na natpisu iz Uzdolja kod Knina). Tomislav je nastavio s uporabom naslova princeps - knez, a kasnije mu je pridan i naslov rex - kralj.
Od kasnog srednjeg vijeka, naziv „knez“ koristit će se i kod onih plemićkih obitelji koje nose latinski naziv comes, što bi u ostalim krajevima označavalo grofa. Tako su postojali knezovi krčki (Frankapani) i knezovi bribirski (Šubići), knezovi blagajski i sl. Ponekad se opet comes prevodi kao „ban“, pa čak i „župan.“ Stoga je prilikom određivanja točnog značenja naslova knez potrebano imati u vidu stvarnu povijesnu situaciju.

### Dubrovačka Republika
U Dubrovačkoj Republici u razdoblju od 1190. do 1194. na latinskom se za njega koristio usporedno naslov comes i rector.
Od 1370. do 1808. i dalje se rabi latinski rector, talijanski rettore, a sve češće i hrvatski „knez.“

### Druga uporaba u hrvatskom jeziku
U odnosu na Sveto Rimsko Carstvo, na hrvatskom se nazivaju knezovima izbornicima oni knezovi koji imaju pravo izbora svetog rimskog cara (njem. Kurfürst).